# Vidalia spadix
Vidalia spadix är en tvåvingeart som beskrevs av Chen 1948. Vidalia spadix ingår i släktet Vidalia och familjen borrflugor. Inga underarter finns listade i Catalogue of Life.